# Freaky
Cet article concerne le single de Kumi Kōda. Pour le film de Christopher Landon, voir Freaky (film).
Singles de Kumi Kōda
BUT / Aishô
(2007) Ai no Uta
(2007)
FREAKY est le 36e single de Kumi Kōda sorti sous le label Rhythm Zone le 27 juin 2007 au Japon. Il atteint la 1re place du classement de l'Oricon. Il se vend à 108 349 exemplaires la première semaine, et reste classé pendant 14 semaines, pour un total de 200 322 exemplaires vendus. Il sort en format CD et CD+DVD.
Freaky a été utilisé pour une campagne publicitaire pour ZEST SPORTS. Sora a été utilisé pour une campagne publicitaire pour SoftBank 815T. Run For Your Life a été utilisé pour une campagne publicitaire pour Kosé. Girls a été utilisé pour faire la promotion du KODA KUMI FEVER LIVE IN HALL. Freaky se trouve sur l'album Kingdom et sur la compilation Best ~Third Universe~ où se trouve également Girls. Run For Your Life et Sora se trouvent sur l'album remix Koda Kumi Driving Hit's.

## Liste des titres
Toutes les paroles sont écrites par Kumi Kōda.
| 1. | Freaky                           | Tommy Henriksen                                             | 3:22 |
| 2. | Sora (空)                        | Jin Nakamura                                                | 4:44 |
| 3. | Run For Your Life                | Hiten Bharadia、Philippe-Marc Anquetil、Christopher Lee-Joe | 3:13 |
| 4. | Girls                            | Kosuke Morimoto, H-Wonder                                   | 4:41 |
| 5. | Freaky (Instrumental)            | Tommy Henriksen                                             | 3:21 |
| 6. | Sora (Instrumental) (空)         | Jin Nakamura                                                | 4:44 |
| 7. | Run For Your Life (Instrumental) | Hiten Bharadia、Philippe-Marc Anquetil、Christopher Lee-Joe | 3:13 |
| 8. | Girls (Instrumental)             | Kosuke Morimoto, H-Wonder                                   | 4:38 |

Édition Limitée
Toutes les paroles sont écrites par Kumi Kōda.
| 1. | Freaky                                                          | Tommy Henriksen                                             | 3:22 |
| 2. | Sora (空)                                                       | Jin Nakamura                                                | 4:44 |
| 3. | Run For Your Life                                               | Hiten Bharadia、Philippe-Marc Anquetil、Christopher Lee-Joe | 3:13 |
| 4. | Girls                                                           | Kosuke Morimoto, H-Wonder                                   | 4:41 |
| 5. | Freaky （Surtek Collective's Action Remix featuring Peter Rap） | Peter Rap                                                   | 4:05 |
| 6. | Sora （Yukihiro Fukutomi Remix） (空)                           | Yukihiro Fukutomi                                           | 5:46 |
| 7. | Run For Your Life （Kaskade Remix）                             | Kaskade                                                     | 5:48 |
| 8. | Girls （CUBISMO GRAPHICO Beach Girls MIX）                      | CUBISMO GRAPHICO Beach Girls                                | 6:29 |

| 1. | Freaky            |  |
| 2. | Run For Your Life |  |
| 3. | Making of         |  |